# Kibyōshi
Els kibyōshi eren uns llibres il·lustrats que van circular al Japó des de finals del segle xviii de caràcter satíric i que es consideren els primers còmics adults, ja que cada plana conté una escena gràfica i el text omple els marges i espais, en un precedent de les bafarades. La unió entre text i grafisme era total, ja que no s'usava només la imatge per il·lustrar el text o les anotacions per explicar una imatge, sinó que els dos mitjans convivien per transmetre el missatge del llibre. El dibuix anotat es tallava en blocs de fusta que s'usaven per imprimir els exemplars, d'unes deu pàgines de mitjana, i amb un distintiu groc que els feia reconeixibles. El text s'escrivia amb kana i en un llenguatge col·loquial, propi del públic massiu al qual anaven dirigits els kibyōshi. La narració podia continuar al llarg de diversos volums, de manera anàloga a les sèries de manga actual que són els seus descendents llunyans.
Els kibyōshi es van originar en els otogizōshi, uns relats medievals il·lustrats. Posteriorment ja es va usar la impressió en fusta per crear els akahon, destinats sobretot als nens. A mesura que la demanda entre els adults de faules il·lustrades creixia, van anar apareixent noves propostes gràfiques, que van acabar evolucionant fins als kibyōshi. Aquests es diferenciaven d'altres gèneres gràfics pel color groc distintiu.
Els primers kibyōshi narraven de forma gràfica alguns èxits literaris i teatrals però aviat esdevingueren un gènere propi. El contingut principal era burlesc. Podien aparèixer rumors i safaretjos de persones importants, històries ambientades en els hanamachi, crítiques al govern, sàtires d'obres serioses (especialment de caràcter moral) o protestes populars. Per evitar la censura, els missatges mai no eren directes, sinó que es recorria a metàfores, absurds i codis secrets per vehicular la denúncia. Malgrat aquestes precaucions, el govern va acabar per prohibir parlar de política en els kibyōshi, que havien de passar per autorització oficial prèvia abans de ser impresos, fet que va iniciar la decadència del gènere i la seva posterior desaparició. Un altre factor que els feu declinar fou la baixada del nivell cultural dels seus missatges, inicialment només comprensibles per a iniciats, mentre que la majoria de la gent només veia il·lustracions interessants, però que es van intentar vulgaritzar per estendre la protesta a més capes de la població. Aquesta obertura, que va accelerar al seu torn la censura, va fer decaure el gènere, que es basava en les al·lusions i els dobles sentits i que sense aquests no podia rivalitzar amb altres llibres il·lustrats o novel·les de masses.
Alguns autors cèlebres del gènere són Koikawa Harumachi, Hōseidō Kisanji, Kyōden i Ōta Nanpo.